# Mid-Season Invitational 2017
Mid-Season Invitational 2017 hay MSI 2017 là giải đấu thường niên thứ 3 của Mid-Season Invitational – giải đấu Liên Minh Huyền Thoại do nhà phát hành Riot Games tổ chức sau giải Mùa Xuân của các khu vực, từ ngày 28 tháng 4 đến ngày 21 tháng 5 năm 2017 tại CBLoL Studio ở São Paulo và tại Jeunesse Arena ở Rio de Janeiro, Brazil. Đây là lần đầu tiên MSI được nâng số lượng các đội tham gia. Các đội tham gia là 13 đội vô địch của giải Mùa Xuân trong 13 giải đấu của các khu vực. Dựa vào thành tích tại MSI và Chung Kết Thế Giới trong vòng 2 năm gần nhất (2015-2016), 3 đội đến từ các khu vực Hàn Quốc (LCK), Trung Quốc (LPL) và Châu Âu (EU LCS) được đặt cách lọt thẳng vào Vòng bảng, trong khi đó 10 đội còn lại phải bắt đầu tại Vòng khởi động.
SK Telecom T1 đã bảo vệ thành công chức vô địch và giành được danh hiệu MSI thứ 2 liên tiếp của mình sau khi đánh bại G2 Esports đến từ châu Âu với tỷ số 3–1 ở trận chung kết.

## Địa điểm
São Paulo và Rio de Janeiro là 2 thành phố được chọn để tổ chức giải đấu. Tất cả các trận đấu Vòng khởi động được tổ chức tại CBLoL Studio, São Paulo và tất cả các trận đấu còn lại được tổ chức tại Jeunesse Arena, Rio de Janeiro.
| Brazil                  | Brazil                           |
| São Paulo               | Rio de Janeiro                   |
| ----------------------- | -------------------------------- |
| Vòng khởi động          | Vòng bảng và Vòng loại trực tiếp |
| CBLoL Studio            | Jeunesse Arena                   |
|                         |                                  |
| São PauloRio de Janeiro |                                  |

## Thể thức

### Vòng khởi động

#### Vòng 1
- 8 đội tham gia thi đấu được chia làm 2 bảng, mỗi bảng 4 đội.
- Các đội thi đấu theo thể thức Vòng tròn 2 lượt.
- Tất cả các trận đấu thi đấu theo thể thức BO1.
- 2 đội có thành tích tốt nhất mỗi bảng của sẽ tiến vào Vòng 2.

#### Vòng 2
- 4 đội tham gia thi đấu:
  - 2 đội được đặt cách lọt thẳng vào Vòng 2 (khu vực NA LCS và khu vực LMS).
  - 2 đội từ Vòng 1.
- Các đội thi đấu theo thể thức Nhánh thắng nhánh thua.
- Tất cả các trận đấu thi đấu theo thể thức BO5.
- 3 đội có thành tích tốt nhất tiến vào Vòng bảng.

### Vòng bảng
- 6 đội tham gia thi đấu:
  - 3 đội được đặt cách lọt thẳng vào Vòng bảng (khu vực LCK, khu vực LPL và khu vực EU LCS).
  - 3 đội từ Vòng khởi động.
- Các đội thi đấu theo thể thức Vòng tròn 2 lượt.
- Tất cả các trận đấu thi đấu theo thể thức BO1.
- 4 đội có thành tích tốt nhất mỗi bảng của sẽ tiến vào Vòng loại trực tiếp.

### Vòng loại trực tiếp
- 4 đội tham gia thi đấu.
- Các đội sẽ thi đấu theo thể thức Loại trực tiếp.
- Tất cả các trận đấu sẽ thi đấu theo thể thức BO5.

## Các đội tham dự
Dựa vào thành tích tại MSI và Chung Kết Thế Giới trong vòng 2 năm gần nhất (2015-2016), 3 đội đến từ các khu vực Hàn Quốc (LCK), Trung Quốc (LPL) và Châu Âu (EU LCS) được đặt cách lọt thẳng vào Vòng bảng, trong khi đó 2 đội đến từ các khu vực Bắc Mỹ (NA LCS) và Đài Loan/Hồng Kông/Ma Cao (LMS) bắt đầu từ vòng 2 - Vòng khởi động và 8 đội còn lại đến từ khu vực  Wildcard bắt đầu từ vòng 1 - Vòng khởi động.
| Khu vực                            | Liên đoàn            | Đội                  | ID                   |
| Bắt đầu từ Vòng bảng               | Bắt đầu từ Vòng bảng | Bắt đầu từ Vòng bảng | Bắt đầu từ Vòng bảng |
| ---------------------------------- | -------------------- | -------------------- | -------------------- |
| Trung Quốc                         | LPL                  | Team WE              | WE                   |
| Châu ÂU                            | EU LCS               | G2 Esports           | G2                   |
| Hàn Quốc                           | LCK                  | SK Telecom T1        | SKT                  |
| Bắt đầu từ vòng 2 - Vòng khởi động |                      |                      |                      |
| Bắc Mỹ                             | NA LCS               | Team SoloMid         | TSM                  |
| LMS                                | LMS                  | Flash Wolves         | FW                   |
| Bắt đầu từ vòng 1 - Vòng khởi động |                      |                      |                      |
| Brazil                             | CBLOL                | RED Canids           | RED                  |
| CIS                                | LCL                  | Virtus.pro           | VP                   |
| Nhật Bản                           | LJL                  | Rampage              | RPG                  |
| Bắc Mỹ Latin                       | LLN                  | Lyon Gaming          | LYN                  |
| Nam Mỹ Latin                       | CLS                  | Isurus Gaming        | ISG                  |
| Châu Đại Dương                     | OPL                  | Dire Wolves          | DW                   |
| Việt Nam ► SEA                     | VCS►GPL              | GIGABYTE Marines     | GAM                  |
| Thổ Nhĩ Kỳ                         | TCL                  | SuperMassive Esports | SUP                  |

## Vòng khởi động

### Vòng 1
Bảng A

| VT | Đội                  | ST | T | B | HS | Giành quyền tham dự |
| -- | -------------------- | -- | - | - | -- | ------------------- |
| 1  | SuperMassive Esports | 6  | 5 | 1 | +4 | Lọt vào Vòng 2      |
| 2  | RED Canids           | 6  | 4 | 2 | +2 |                     |
| 3  | Dire Wolves          | 6  | 2 | 4 | -2 |                     |
| 4  | Rampage              | 6  | 1 | 5 | -4 |                     |

Bảng B

| VT | Đội              | ST | T | B | HS | Giành quyền tham dự |
| -- | ---------------- | -- | - | - | -- | ------------------- |
| 1  | GIGABYTE Marines | 6  | 5 | 1 | +4 | Lọt vào Vòng 2      |
| 2  | Lyon Gaming      | 6  | 4 | 2 | +2 |                     |
| 3  | Virtus.pro       | 6  | 2 | 4 | -2 |                     |
| 4  | Isurus Gaming    | 6  | 1 | 5 | -4 |                     |

### Vòng 2
GIGABYTE Marines tiến vào Vòng bảng bằng cách đánh bại SuperMassive Esports với tỷ số 3–1. Với chiến tích này, GPL của Đông Nam Á giành được suất trực tiếp vào Vòng bảng cho đội vô địch Giải mùa hè và một suất bổ sung vào Vòng khởi động cho á quân Giải mùa hè tại Chung Kết Thế Giới 2017.
|  |                      |                      |        |                  |  |                   |                   |                   |
|  | Vòng 2               | Vòng 2               | Vòng 2 |                  |  | Lọt vào Vòng bảng | Lọt vào Vòng bảng | Lọt vào Vòng bảng |
|  | Vòng 2               | Vòng 2               | Vòng 2 |                  |  | Lọt vào Vòng bảng | Lọt vào Vòng bảng | Lọt vào Vòng bảng |
|  |                      |                      |        |                  |  |                   |                   |                   |
|  |                      |                      |        |                  |  |                   |                   |                   |
|  | Team SoloMid         | Team SoloMid         | 3      |                  |  |                   |                   |                   |
|  | Team SoloMid         | Team SoloMid         | 3      | Team SoloMid     |  |                   |                   |                   |
|  | GIGABYTE Marines     | GIGABYTE Marines     | 2      |                  |  |                   |                   |                   |
|  | GIGABYTE Marines     | GIGABYTE Marines     | 2      |                  |  |                   |                   |                   |
|  |                      |                      |        |                  |  |                   |                   |                   |
|  |                      |                      |        |                  |  |                   |                   |                   |
|  | Flash Wolves         | Flash Wolves         | 3      |                  |  |                   |                   |                   |
|  | Flash Wolves         | Flash Wolves         | 3      | Flash Wolves     |  |                   |                   |                   |
|  | SuperMassive Esports | SuperMassive Esports | 0      |                  |  |                   |                   |                   |
|  | SuperMassive Esports | SuperMassive Esports | 0      |                  |  |                   |                   |                   |
|  |                      |                      |        |                  |  |                   |                   |                   |
|  |                      |                      |        |                  |  |                   |                   |                   |
|  | Vòng 2 nhánh thua    |                      |        |                  |  |                   |                   |                   |
|  |                      |                      |        |                  |  |                   |                   |                   |
|  |                      |                      |        |                  |  |                   |                   |                   |
|  |                      |                      |        |                  |  |                   |                   |                   |
|  | GIGABYTE Marines     | GIGABYTE Marines     | 3      |                  |  |                   |                   |                   |
|  | GIGABYTE Marines     | GIGABYTE Marines     | 3      | GIGABYTE Marines |  |                   |                   |                   |
|  | SuperMassive Esports | SuperMassive Esports | 1      |                  |  |                   |                   |                   |
|  | SuperMassive Esports | SuperMassive Esports | 1      |                  |  |                   |                   |                   |

## Vòng bảng
| VT | Đội              | ST | T | B | HS | Giành quyền tham dự         |
| -- | ---------------- | -- | - | - | -- | --------------------------- |
| 1  | SK Telecom T1    | 10 | 8 | 2 | +6 | Lọt vào Vòng loại trực tiếp |
| 2  | Team WE          | 10 | 7 | 3 | +4 | Lọt vào Vòng loại trực tiếp |
| 3  | G2 Esports       | 10 | 4 | 6 | -2 | Lọt vào Vòng loại trực tiếp |
| 4  | Flash Wolves     | 10 | 4 | 6 | -2 | Lọt vào Vòng loại trực tiếp |
| 5  | Team SoloMid     | 10 | 4 | 6 | -2 |                             |
| 6  | GIGABYTE Marines | 10 | 3 | 7 | -4 |                             |

1. ↑  Sau vòng bảng, G2 Esports đã có hiệu số hòa với Team SoloMid và Flash Wolves. Thể thức tiebreak đưa G2 Esports lên vị trí thứ ba khi họ có thành tích đối đầu tốt nhất (3–1) trước hai đội còn lại.

|  |                       |              |   |  |  |  |  |  |  |  |  |  |  |  |  |  |  |  |  |  |  |  |  |
|  | Tiebreak tranh hạng 4 |              |   |  |  |  |  |  |  |  |  |  |  |  |  |  |  |  |  |  |  |  |  |
|  |                       |              |   |  |  |  |  |  |  |  |  |  |  |  |  |  |  |  |  |  |  |  |  |
|  |                       |              |   |  |  |  |  |  |  |  |  |  |  |  |  |  |  |  |  |  |  |  |  |
|  |                       |              |   |  |  |  |  |  |  |  |  |  |  |  |  |  |  |  |  |  |  |  |  |
|  | Flash Wolves          | Flash Wolves | 1 |  |  |  |  |  |  |  |  |  |  |  |  |  |  |  |  |  |  |  |  |
|  | Flash Wolves          | Flash Wolves | 1 |  |  |  |  |  |  |  |  |  |  |  |  |  |  |  |  |  |  |  |  |
|  | Team SoloMid          | Team SoloMid | 0 |  |  |  |  |  |  |  |  |  |  |  |  |  |  |  |  |  |  |  |  |
|  | Team SoloMid          | Team SoloMid | 0 |  |  |  |  |  |  |  |  |  |  |  |  |  |  |  |  |  |  |  |  |

## Vòng loại trực tiếp
|  |               |               |            |            |   |               |               |           |
|  | Bán kết       | Bán kết       | Bán kết    |            |   | Chung kết     | Chung kết     | Chung kết |
|  | Bán kết       | Bán kết       | Bán kết    |            |   | Chung kết     | Chung kết     | Chung kết |
|  |               |               |            |            |   |               |               |           |
|  |               |               |            |            |   |               |               |           |
|  | SK Telecom T1 | SK Telecom T1 | 3          |            |   |               |               |           |
|  | SK Telecom T1 | SK Telecom T1 | 3          |            |   |               |               |           |
|  | Flash Wolves  | Flash Wolves  | 0          |            |   |               |               |           |
|  | Flash Wolves  | Flash Wolves  | 0          |            |   | SK Telecom T1 | SK Telecom T1 | 3         |
|  |               |               |            |            |   | SK Telecom T1 | SK Telecom T1 | 3         |
|  |               |               | G2 Esports | G2 Esports | 1 |               |               |           |
|  | Team WE       | Team WE       | G2 Esports | G2 Esports | 1 | 1             |               |           |
|  | Team WE       | Team WE       |            |            |   |               |               |           |
|  | G2 Esports    | G2 Esports    | 3          |            |   |               |               |           |
|  | G2 Esports    | G2 Esports    | 3          |            |   |               |               |           |